# Glochidion kanehirae
Glochidion kanehirae är en emblikaväxtart som beskrevs av Takahide Hosokawa. Glochidion kanehirae ingår i släktet Glochidion och familjen emblikaväxter. Inga underarter finns listade i Catalogue of Life.